# Vrzići
Vrzići is een plaats in de gemeente Senj in de Kroatische provincie Lika-Senj. De plaats telt 8 inwoners (2001).